# Geodena quadrigutta
Geodena quadrigutta là một loài bướm đêm trong họ Geometridae.